# Гільдія професійних екскурсоводів та гідів-перекладачів
Гільдія професійних екскурсоводів та гідів-перекладачів (скорочена назва - Гільдія Гідів) (англ.Guild of professional tour guides and guide-interpreters) є громадською організацією, яка об'єднує на добровільних та волонтерських засадах представників туристичного бізнесу – екскурсоводів та гідів-перекладачів. Організація була утворена групою однодумців – екскурсоводів та гідів-перекладачів міста Києва - у лютому 2019 року як платформа та майданчик для об'єднання, утворення нових професійних зв'язків, можливості професійного навчання та росту, захисту інтересів на різних рівнях та захисту прав членів організації. У зв'язку з відсутністю ліцензування діяльності екскурсоводів та гідів-перекладачів та з ростом туристичних потоків, актуальними стають питання професійної підготовки екскурсоводів та гідів-перекладачів та їх професійної перепідготовки.  

## Завдання Гільдії
Основними завданнями Гільдії є створення реєстру гідів – членів-організації, створення та промоції нових та якісних туристичних продуктів, розвиток туристичного потенціалу Києва та України, співробітництво та співпраця з іншими представниками туристичного сектору задля промоції Києва та України, розкриття туристичного потенціалу, представництво та участь в прийнятті рішень на рівні міста, регіону та країни щодо туристичних питань.

## Мета Гільдії
Гільдія, як громадська організація, створена з метою об'єднання професійних екскурсоводів та гідів-перекладачів, сприяння професійній діяльності, захисту їх економічних, юридичних і професійних прав та інтересів, просвітницької, наукової та освітньої діяльності для сприяння розвитку, популяризації та просування України та столиці Києва як туристичних об'єктів на внутрішньому та світовому рівні, впровадження сучасних досягнень у наданні туристичних послуг за європейськими стандартами, розвитку та укріплення ділової співпраці членів організації з представниками туристичного ринку України.

## Правління
- Наталя Горбачова
- Наталія Пирогова
- Валерій Лисенко
- Алла Бондаренко
- Павло Мядзель

## Активність
- МЕТОДИЧНО-НАУКОВА ЗУСТРІЧ ЧЛЕНІВ ГІЛЬДІЇ У НАЦІОНАЛЬНОМУ МУЗЕЇ ІСТОРІЇ УКРАЇНИ У ДРУГІЙ СВІТОВІЙ ВІЙНІ "ПРО ВІЙНУ ПІД ЧАС ВІЙНИ"   (https://gg.in.ua/ua/pro-viynu-pid-chas-viyni.html)

- ГІЛЬДІЯ ГІДІВ У SHVETS MUSEUM - ЄДИНИЙ МУЗЕЙ В УКРАЇНІ ПОРЦЕЛЯНОВИХ ФІГУР  (https://gg.in.ua/ua/ekskursiya-dlya-nidiv-u-shvets-museum.html)

- ГІЛЬДІЯ ГІДІВ У МЕЖИГІР’Ї  (https://gg.in.ua/ua/ekskursiya-dlya-gidiv-u-mezhigirya.html)

- ПРАКТИКУМ ДЛЯ ГІДІВ ГІЛЬДІЇ «ЯК РОЗПОВІДАТИ ПРО ВІЙНУ» від Національного військово-історичного музею  (https://gg.in.ua/ua/yak-rozpovidati-pro-viynu-praktikum-dlya-gidiv.html)

- ЕКСКУРСІЯ ДЛЯ ГІДІВ ГІЛЬДІЇ «У ПОШУКАХ ЗЕЛЕНОГО ТЕАТРУ»  (https://gg.in.ua/ua/ekskursiya-dlya-gidiv-u-poshukah-zelenogo-teatru.html)

- НАВЧАЛЬНА ЕКСКУРСІЯ ДЛЯ ГІДІВ ГІЛЬДІЇ «ВІД МИКІЛЬСЬКОЇ БРАМИ ДО КРІПОСНОГО ПРОВУЛКУ» (https://gg.in.ua/ua/navchalna-ekskursiya-dlya-gidiv-vid-mikilskoyi-brami-do-kriposnogo-provulku.html)

- ЕКСКУРСІЯ ДЛЯ ГІДІВ ГІЛЬДІЇ ЗА ЛАШТУНКАМИ "МОЛОДОГО" ТЕАТРУ (https://gg.in.ua/ua/gidi-gildiyi-za-lashtunkami-molodogo-teatru.html)

- ГІЛЬДІЯ ГІДІВ У МУЗЕЇ ПИВА ТА САМОГОНУ (С.АБАЗІВКА)  (https://gg.in.ua/ua/gidi-gildiyi-u-muzeyi-piva-ta-samogonu-sabazivka.html)

- ГІЛЬДІЯ ГІДІВ У ВСЕУКРАЇНСЬКОМУ ЦЕНТРІ ВИШИВКИ ТА КИЛИМАРСТВА (С.РЕШЕТИЛІВКА)(https://gg.in.ua/ua/gildiya-gidiv-u-vseukrayinskomu-tsentri-vishivki-ta-kilimarstva-sreshetilivka.html)

- ГІЛЬДІЯ ГІДІВ У МЕМОРІАЛЬНОМУ МУЗЕї АКАДЕМІКА О.ПАЛЛАДІНА (https://gg.in.ua/ua/gidi-gildiyi-u-memorialnomu-muzeyi-akademika-opalladina.html)

- ГІЛЬДІЯ ГІДІВ У МУЗЕї ВИДАТНИХ ДІЯЧІВ УКРАЇНСЬКОЇ КУЛЬТУРИ  (https://gg.in.ua/ua/znayomstvo-z-muzeyem-vidatnih-diyachiv-ukrayinskoyi-kulturi.html)

- ГІЛЬДІЯ ГІДІВ У НАЦІОНАЛЬНОМУ ЗАПОВІДНИКУ «СОФІЯ КИЇВСЬКА» (https://gg.in.ua/ua/ekskursiya-do-budinku-mitropolita.html)

- НОВОРІЧНА ПОЇЗДКА ГІДІВ ГІЛЬДІЇ ДО ПУЩІ-ВОДИЦІ  (https://gg.in.ua/ua/novorichna-poyizdka-do-pushchi-voditsi.html)

- ГІЛЬДІЯ ГІДІВ У КЛОВСЬКОМУ ПАЛАЦІ  (https://gg.in.ua/ua/ekskursiya-dlya-gidiv-gildiyi-do-klovskogo-palatsu.html)

- ГІЛЬДІЯ ГІДІВ У МУЗЕї ГІТАР UNIVERSUM HALL  (https://gg.in.ua/ua/gidi-gildiyi-u-novomu-muzeyi-gitar.html)

- ГІЛЬДІЯ ГІДІВ НА ВДНГ  (https://gg.in.ua/ua/ekskursiya-na-vdng.html)

- ГІЛЬДІЯ ГІДІВ У МУЗЕЇ М.БАЖАНА (https://gg.in.ua/ua/vizit-gidiv-gildiyi-do-muzeyu-mbazhana.html)

- ЕКСКУРСІЯ ГІДІВ ГІЛЬДІЇ У PREMIER PALACE HOTEL  (https://gg.in.ua/ua/ekskursiya-dlya-gidiv-gildiyi-do-premier-palace-hotel.html)

- ТУР ДЛЯ ГІДІВ З НАГОДИ СВЯТКУВАННЯ ДРУГОЇ РІЧНИЦІ ГІЛЬДІЇ  (https://gg.in.ua/ua/gildiya-gidiv-svyatkuye-dvorichchya-2.html)

- ГІЛЬДІЯ ГІДІВ У НАЦІОНАЛЬНОМУ ПРИРОДНОМУ ПАРКУ (НПП) «ГОЛОСІЇВСЬКИЙ»  (https://gg.in.ua/ua/vizit-gidiv-gildiyi-do-vizitom-do-natsionalnogo-prirodnogo-parku-npp.html)

- ГІЛЬДІЯ ГІДІВ У МУЗЕЇ МАРІЇ ЗАНЬКОВЕЦЬКОЇ  (https://gg.in.ua/ua/oznayomcha-ekskursiya-dlya-gidiv-gildiyi-vid-muzeyu-mariyi-zankovetskoyi.html)

- СЕМІНАР ДЛЯ ГІДІВ ГІЛЬДІЇ ВІД МУЗЕЮ ГОЛОДОМОРУ  (https://gg.in.ua/ua/seminar-dlya-gidiv-gildiyi-vid-muzeyu-golodomoru.html)

- ГІЛЬДІЯ ГІДІВ НА КІНОСТУДІЇ ім. ДОВЖЕНКА  (https://gg.in.ua/ua/kak-gidi-gildiyi-v-kino-znimalisya.html)

- ГІЛЬДІЯ ГІДІВ У ДЕРЖАВНОМУ ПОЛІТЕХНІЧНОМУ МУЗЕЇ ІМ.ІГОРЯ СІКОРСЬКОГО (https://gg.in.ua/ua/vizit-gidiv-gildiyi-do-derzhavnogo-politehnichnogo-muzeyu-imigorya-sikorskogo.html)

- ГІЛЬДІЯ ГІДІВ У НАЦІОНАЛЬНІЙ БІБЛІОТЕЦІ УКРАЇНИ ІМ. ЯРОСЛАВА МУДРОГО (https://gg.in.ua/ua/vizit-gidiv-gildiyi-do-natsionalnoyi-biblioteki-ukrayini-im-yaroslava-mudrogo-2.html)

- ГІЛЬДІЯ ГІДІВ У МУЗЕЇ НА ПОШТОВІЙ (https://gg.in.ua/ua/gidi-gildiyi-zavitali-do-muzeyu-na-poshtoviy.html) (https://gg.in.ua/ua/muzey-na-poshtoviy-ekskursiya-dlya-gidiv.html)

- ГІЛЬДІЯ ГІДІВ У Державній науковій архітектурно-будівельній бібліотеці ім. В.Г. Заболотного (https://gg.in.ua/ua/gidi-guides-guild-vidznachali-mizhnarodniy-den-zhinok-v-nautsi.html)

- ГІЛЬДІЯ ГІДІВ У НАЦІОНАЛЬНІЙ ОПЕРІ УКРАЇНИ  (https://gg.in.ua/ua/vruchennya-beydzhiv-na-stseni-natsionalnoyi-operi-ukrayini-2.html)

- ГІЛЬДІЯ ГІДІВ У Регіональному ландшафтному парку «Міжрічинський» (https://gg.in.ua/ua/novorichniy-viyizdniy-korporativ-gidiv-gildiyi.html)

- ГІЛЬДІЯ ГІДІВ У НАЦІОНАЛЬНІЙ НАУКОВІЙ МЕДИЧНІЙ БІБЛІОТЕЦІ УКРАЇНИ  (https://gg.in.ua/ua/ekskursiya-do-yuvileya-nnmb-ukrayini.html)

- ЛЕКЦІЯ ДЛЯ ГІДІВ ГІЛЬДІЇ "УКРАЇНСЬКЕ ТРАДИЦІЙНЕ ВБРАННЯ: МІФИ ТА РЕАЛЬНІСТЬ" (https://gg.in.ua/ua/lektsiya-dlya-gidiv-ukrayinske-traditsiyne-vbrannya-mifi-ta-realnist.html)

- УЧБОВО-МЕТОДИЧНА ЕКСКУРСІЯ ДЛЯ ГІДІВ ГІЛЬДІЇ У БУДИНКУ ПІДГОРСЬКОГО  (https://gg.in.ua/ua/uchbovo-metodichna-ekskursiya-dlya-gidiv-v-budinok-pidgorskogo.html)

- ГІЛЬДІЯ ГІДІВ У КПІ ІМ. ІГОРЯ СІКОРСЬКОГО  (https://gg.in.ua/ua/kuratorska-ekskursiya-dlya-gidiv-gildiyi-po-kpi-im-igorya-sikorskogo.html)

- ПРОМО-ТУР КИЇВЩИНОЮ ДЛЯ ГІДІВ ГІЛЬДІЇ  (https://gg.in.ua/ua/vidbulasya-chergova-uchbovo-metodichna-poyizdka-yaka-mala-na-meti-pokazati-gidam.html)

- ПРОМО-ТУР ПЕРЕЯСЛАВЩИНОЮ ДЛЯ ГІДІВ ГІЛЬДІЇ  (https://gg.in.ua/ua/promo-tur-pereyaslavshchinoyu-dlya-gidiv.html)

- ГІЛЬДІЯ ГІДІВ У МАРІЇНСЬКОМУ ПАЛАЦІ  (https://gg.in.ua/ua/gildiya-gidiv-organizuvala-dlya-svoyih-chleniv-vidviduvannya-novovidrestavrovanogo-mariyinskogo-palatsu-2.html)

- ГІЛЬДІЯ ГІДІВ У МУЗЕЇ ГРОШЕЙ НБУ  (https://gg.in.ua/ua/oznayomcha-ekskursiya-dlya-gidiv-do-muzeyu-groshey-nbu.html)

- ГІЛЬДІЯ ГІДІВ СПІЛЬНО З ЧЕРВОНИМ ХРЕСТОМ УКРАЇНИ ПРОВЕЛИ КУРСИ ПЕРШОЇ ДОПОМОГИ ДЛЯ ГІДІВ  (https://gg.in.ua/ua/gildiya-gidiv-razom-z-chervonim-hrestom-ukrayini-proveli-kursi-pershoyi.html)

- ЕКСКУРСІЯ ДЛЯ ГІДІВ ГІЛЬДІЇ «НЕВІДОМІ ДОРОГОЖИЧІ»  (https://gg.in.ua/ua/nevidomi-dorogozhichi-ekskursiya-dlya-gidiv.html)

- ГІЛЬДІЯ ГІДІВ У НАЦІОНАЛЬНОМУ БОТАНІЧНОМУ САДУ ім. ГРИШКА  (https://gg.in.ua/ua/svyatkuyemo-vsesvitniy-den-ekskursovoda-razom.html)

- ГІЛЬДІЯ ГІДІВ У МУЗЕІЇ-МАЙСТЕРНІ І.КАВАЛЕРІДЗЕ  (https://gg.in.ua/ua/ekskursiya-dlya-gidiv-u-muzey-maysternyu-ikavaleridze.html)

- ГІЛЬДІЯ ГІДІВ У БУДИНКУ З ХИМЕРАМИ  (https://gg.in.ua/ua/ekskursiya-dlya-gidiv-v-budinok-z-himerami.html)

- ГІЛЬДІЯ ГІДІВ У МУЗЕЇ ТЕЛЕБАЧЕННЯ  (https://gg.in.ua/ua/ekskursiya-dlya-gidiv-u-muzey-telebachennya.html)

- ГІЛЬДІЯ ГІДІВ У ДОВЖЕНКО-ЦЕНТРІ  (https://gg.in.ua/ua/gidi-gildiyi-u-dovzhenko-tsentri.html)

- ГІЛЬДІЯ ГІДІВ У МУЗЕЇ НАУКМА  (https://gg.in.ua/ua/ekskursiya-lektsiya-dlya-gidiv-v-muzeyi-naukma.html)

- НАУКОВО-МЕТОДИЧНА ЗУСТРІЧ У НАЦІОНАЛЬНОМУ МУЗЕЇ ІСТОРІЇ УКРАЇНИ У ДРУГІЙ СВІТОВІЙ ВІЙНІ  (https://gg.in.ua/ua/naukovo-metodichna-zustrich-z-fahivtsyami-ta-predstavnikami-natsionalniy-muzey-istoriyi-ukrayini.html)

- ПРОМО-ТУР У ЧЕРНІГІВ ДЛЯ ГІДІВ ГІЛЬДІЇ  (https://gg.in.ua/ua/navchalno-metodichna-poyizdka-dlya-gidiv-do-chernigiva.html)

- ШЛЯХЕТСЬКИЙ БЕНКЕТ ЧАСІВ БОГДАНА ХМЕЛЬНИЦЬКОГО ДЛЯ ГІЛЬДІЇ ГІДІВ  (https://gg.in.ua/ua/shlyahetskiy-benket-chasiv-bogdana-hmelnitskogo.html)

- ГАСТРО-СЕМІНАР "БАРНА КУЛЬТУРА СТОЛИЦІ» ДЛЯ ГІДІВ ГІЛЬДІЇ  (https://gg.in.ua/ua/seminar-vid-gastroeksperta-ovolkova-barna-kultura-chastina-2.html) (https://gg.in.ua/ua/progulyanka-krashchimi-barami-stolitsi-z-gastroekspertom.html)

- СЕМІНАР «ВСЕ, ЩО ВИ ХОТІЛИ ЗНАТИ ПРО ГРАНТИ, АЛЕ БОЯЛИСЯ ЗАПИТАТИ" від ГІЛЬДІЇ ГІДІВ та УКФ  (https://gg.in.ua/ua/seminar-dlya-gidiv-vse-shcho-hotttttili-znati-pro-granti-ale.html)

- ЕКСКУРСІЯ ДЛЯ ГІДІВ ГІЛЬДІЇ ПО ЛУКЬЯНІВСЬКОМУ НЕКРОПОЛЮ  (https://gg.in.ua/ua/ekskursiya-dlya-gidiv-gildiyi-po-lukyanivskomu-nekropolyu.html)

- ГІЛЬДІЯ ГІДІВ У НАЦІОНАЛЬНОМУ МУЗЕЇ МЕДИЦИНИ  (https://gg.in.ua/ua/ekskursiya-do-natsionalnogo-muzeyu-meditsini.html)

- УЧБОВО-МЕТОДИЧНА ЕКСКУРСІЯ ДЛЯ ГІДІВ ГІЛЬДІЇ «НЕЗВІДАНА ПЕРЕЯСЛАВЩИНА» (https://gg.in.ua/ua/promotur-dlya-gidiv-nezvidana-pereyaslavshchina.html)

- ГІЛЬДІЯ ГІДІВ У БУДИНКУ Т.Г.ШЕВЧЕНКА НА КОЗИНОМУ БОЛОТІ  (https://gg.in.ua/ua/tarasova-nauka-u-budinku-tgshevchenka-na-kozinomu-boloti.html)

- СЕМІНАР-ПРАКТИКУМ ДЛЯ ГІДІВ ГІЛЬДІЇ: КОНФЛІКТНІ СИТУАЦІЇ У РОБОТІ ЕКСКУРСОВОДА  (https://gg.in.ua/ua/seminar-praktikum-konfliktni-situatsiyi-u-roboti-ekskursovoda-gida.html)

- ГІЛЬДІЯ ГІДІВ У МУЗЕЇ СТАНОВЛЕННЯ УКРАЇНСЬКОЇ НАЦІЇ  (https://gg.in.ua/ua/kuratorska-ekskursiya-dlya-gidiv-muzey-stanovlennya-ukrayinskoyi-natsiyi.html)

- ГІЛЬДІЯ ГІДІВ ПРОВЕЛА ТІМБІЛДІНГ НА КАЯКАХ  (https://gg.in.ua/ua/timbilding-na-kayakah.html)

## Ініціативи
- ЗВЕРНЕННЯ ДО МІЖНАРОДНИХ ТУРИСТИЧНИХ ОРГАНІЗАЦІЙ   (https://gg.in.ua/ua/gildiya-gidiv-guides-guild-za-pidtrimki-derzhavne-agentstvo-rozvitku-turizmu.html)
- ПЕРША КОНФЕРЕНЦІЯ З ІСТОРІЇ ЕКСКУРСОЗНАВСТВА «КИЇВСЬКИЙ ЛІТОПИС», 2020р.  (https://gg.in.ua/ua/persha-konferentsiya-z-istoriyi-ekskursoznavstva-kiyivskiy-litopis.html)
- ДРУГА КОНФЕРЕНЦІЯ З ІСТОРІЇ ЕКСКУРСОЗНАВСТВА "КИЇВСЬКИЙ ЛІТОПИС", 2021р.  (https://gg.in.ua/ua/ii-konferentsiya-kiyivskiy-litopis-vidbulasya.html)
- БЕЗКОШТОВНІ ЕКСКУРСІЇ ДО ДНЯ НЕЗАЛЕЖНОСТІ УКРАЇНИ  (https://gg.in.ua/ua/do-dnya-nezalezhnosti-ukrayini-3-bezkoshtovni-ekskursiyi.html)
- БЕЗКОШТОВНІ ЕКСКУРСІЇ ДО ДНЯ КИЄВА (https://gg.in.ua/ua/zahodi-vid-gidiv-do-dnya-kiyeva.html)
- ВРУЧЕННЯ БЕЙДЖІВ У НАЦІОНАЛЬНІЇ ФІЛАРМОНІЇ  (https://gg.in.ua/ua/vruchennya-beydzhiv-ta-ekskursiya-natsionalnoyu-filarmoniyeyu.html)
- ВРУЧЕННЯ БЕЙДЖІВ НА СЦЕНІ НАЦІОНАЛЬНОЇ ОПЕРИ УКРАЇНИ   (https://gg.in.ua/ua/vruchennya-beydzhiv-na-stseni-natsionalnoyi-operi-ukrayini.html)
- ВРУЧЕННЯ ВІДЗНАКИ ГІЛЬДІЇ ГІДІВ «ЗА ЗБЕРЕЖЕННЯ ІСТОРІІ» МИХАЙЛУ КАЛЬНИЦКОМУ   (https://gg.in.ua/ua/vruchennya-vidznaki-za-zberezhennya-istorii-mihaylu-kalnitskomu-vid-gildiyi-gidiv.html)
- СТВОРЕННЯ СТОРІНКИ ПАМ‘ЯТІ ХАЛЕПИ АНАТОЛІЯ ТРОХИМОВИЧА (https://www.facebook.com/memoryhalepo)
- ВШАНУВАННЯ ПАМ'ЯТІ ВАЛЕРІАНА ПІДМОГІЛЬНОГО  (https://gg.in.ua/ua/gidi-gildiyi-vshanuvali-pamyat-valeriana-pidmogilnogo.html)

## Співпраця
- ПІДПИСАННЯ МЕМОРАНДУМУ ПРО ПАРТНЕРСТВО З НАЦІОНАЛЬНИМ КИЄВО-ПЕЧЕРСЬКИМ ІСТОРИКО-КУЛЬТУРНИМ ЗАПОВІДНИКОМ  (https://gg.in.ua/ua/gildiya-gidiv-pidpisala-memorandum-pro-partnerstvo-z-natsionalnim-kiyevo-pecherskim-istoriko-kulturnim.html)
- ПІДПИСАННЯ МЕМОРАНДУМУ ПРО СПІВРОБІТНИЦТВО ТА ПАРТНЕРСТВО МІЖ ГІЛЬДІЮ ГІДІВ ТА "НАЦІОНАЛЬНИЙ МУЗЕЙ ГОЛОДОМОРУ-ГЕНОЦИДУ"  (https://gg.in.ua/ua/pidpisannya-memorandumu-pro-spivrobitnitstvo-ta-partnerstvo-mizh-gildiyu-gidiv-ta.html)
- ПІДПИСАННЯ МЕМОРАНДУМІВ ПРО СПІВПРАЦЮ ТА ПАРТНЕРСТВО МІЖ ГІЛЬДІЄЮ ГІДІВ ТА НАЦІОНАЛЬНОЮ СПІЛКОЮ КРАЄЗНАВЦІВ УКРАЇНИ  (https://gg.in.ua/ua/vidbulos-pidpisannya-memorandumiv-pro-spivpratsyu-ta-partnerstvo-mizh-gildiyeyu-gidiv.html)
- ПАРТНЕРСТВО ГІЛЬДІЇ ГІДІВ ТА ТУРИСТИЧНОГО ПОРТАЛУ DISCOVER UKRAINE  (https://gg.in.ua/ua/partnerstvo-gildiyi-gidiv-ta-turistichnogo-portalu-discover-ukraine.html)
- ПІДПИСАННЯ МЕМОРАНДОМУ ПРО СПІВПРАЦЮ З НАЦІОНАЛЬНИМ МУЗЕЄМ ІСТОРІЇ УКРАЇНИ У ДРУГІЙ СВІТОВІЙ ВОЙНІ (https://gg.in.ua/ua/pro-viynu-pid-chas-viyni.html)

## Участь у заходах
- ГІЛЬДІЯ ГІДІВ ВЗЯЛА УЧАСТЬ У ОНЛАЙН-ФОРУМІ «ТУРИСТИЧНІ ПРАКТИКИ 2020»   (https://gg.in.ua/ua/gildiya-gidiv-priynyala-uchast-u-onlayn-forumi-turistichni-praktiki-2020.html)
- ГІЛЬДІЯ ГІДІВ НА МІЖНАРОДНОМУ ФОРУМІ КУЛЬТУРНОЇ ДИПЛОМАТІЇ 2021   (https://gg.in.ua/ua/gildiya-gidiv-na-mizhnarodnomu-forumi-kulturnoyi-diplomatiyi-2021.html)
- ГІЛЬДІЯ ГІДІВ НА ЩОРІЧНОМУ ВСЕУКРАЇНСЬКОМУ ФОРУМІ ГІДІВ У ЧЕРНІГОВІ   (https://gg.in.ua/ua/sogodni-u-chernigovi-pochavsya-shchorichniy-vseukrayinskiy-forum-gidiv.html)
- ГІЛЬДІЯ ГІДІВ НА ОФЛАЙН ЗУСТРІЧІ ТА ОБГОВОРЕННІ АКТУАЛЬНИХ ТРЕВЕЛ-ТЕМ НА ЗАПРОШЕННЯ РБК-УКРАЇНА   (https://gg.in.ua/ua/na-zaproshennya-rbk-ukraina-gildiya-gidiv-vzyala-uchast-v-oflayn.html)
- ГІЛЬДІЯ ГІДІВ ВЗЯЛА УЧАСТЬ У ПРОМОТУРІ "VIA REGIA UKRAINE"   (https://gg.in.ua/ua/gildiya-gidiv-priymaye-uchast-u-promoturi-via-regia-ukraine.html)
- ГІЛЬДІЯ ГІДІВ ВЗЯЛА УЧАСТЬ У ЛІТЕРАТУРНО-МИСТЕЦЬКОМУ ВЕЧЕРІ, ПРИСВЯЧЕНОМУ ЮВІЛЕЮ ЛЕСІ УКРАЇНКИ   (https://gg.in.ua/ua/gildiya-gidiv-vzyala-uchast-u-literaturno-mistetskomu-vecheri-prisvyachenomu-yuvileyu-lesi.html)
- ГІЛЬДІЯ ГІДІВ НА ТУРИСТИЧНОМУ ФОРУМІ «TOURISM WOMEN FORUM”   (https://gg.in.ua/ua/gildiya-gidiv-priynyala-uchast-u-turistichnomu-forumi-tourism-women-forum.html)
- ГІЛЬДІЯ ГІДІВ НА ІІІ ФОРУМІ ГІДІВ У ЛЬВОВІ (https://gg.in.ua/ua/iii-forum-gidiv-u-lvovi.html)
- ГІЛЬДІЯ ГІДІВ ВЗЯЛА УЧАСТЬ У ВОРКШОПІ "УМАНЬ (НЕ) ВДОМА (ОРГАНІЗАТОРИ:ЦЕНТР МІСЬКОЇ ІСТОРІЇ ТА ВІДДІЛ КУЛЬТУРИ УМАНСЬКОЇ МІСЬКОЇ РАДИ) (https://gg.in.ua/ua/dvodenniy-vorkshop-uman-nevidoma.html)
- ГІЛЬДІЯ ГІДІВ ВЗЯЛА УЧАСТЬ У ТУРИСТИЧНОМУ БІЗНЕС-ФОРУМІ «ДНІ ГОСТИННОСТІ У ЗАПОРІЖЖІ» (https://gg.in.ua/ua/turistichniy-biznes-forum-dni-gostinnosti-u-zaporizhzhi.html)
- ГІЛЬДІЯ ГІДІВ ВЗЯЛА УЧАСТЬ У ДВОДЕННОМУ СЕМІНАРІ- НАВЧАННІ «ПАТРІОТИЧНІ ЕКСКУРСІЇ КИІВЩИНОЮ 2019» (https://gg.in.ua/ua/dvodenniy-seminar-navchannya-patriotichni-ekskursiyi-kiivshchinoyu-2019.html)
- ГІЛЬДІЯ ГІДІВ ВЗЯЛА УЧАСТЬ У ТУРИСТИЧНІЙ МАЙСТЕРНІ МИКОЛАЇВЩИНИ - 2019 (https://gg.in.ua/ua/uchast-gildiyi-gidiv-u-turistichniy-maysterni-mikolayivshchini.html)
- ГІЛЬДІЯ ГІДІВ ВЗЯЛА УЧАСТЬ У 26-му МІЖНАРОДНОМУ ТУРИСТИЧНОМУ САЛОНІ UITT & UITM2019 (https://gg.in.ua/ua/26-mizhnarodniy-turistichniy-salon-uitt-uitm2019.html)
- ГІЛЬДІЯ ГІДІВ ВЗЯЛА УЧАСТЬ У КРУГЛОМУ СТОЛІ З ПИТАНЬ ТУРИСТИЧНОГО РОЗВИТКУ КИЇВЩИНИ (https://gg.in.ua/ua/krugliy-stil-z-pitan-turistichnogo-rozvitku-kiyivshchini.html)
- ГІЛЬДІЯ ГІДІВ І КИЇВСЬКА ТУРИСТИЧНА АСОЦІАЦІЯ ПРОВЕЛИ КРУГЛИЙ СТІЛ (https://gg.in.ua/ua/gildiya-gidiv-i-kiyivska-turistichna-asotsiatsiya-krugliy-stil.html)
- ГІЛЬДІЯ ГІДІВ ПРОВЕЛА ЗУСТРІЧ З ВЧЕНИМ І СПІВРОБІТНИКОМ ФАКУЛЬТЕТУ СОЦІОЛОГІЇ УНІВЕРСИТЕТУ ЛАФБОРО (ВЕЛИКОБРИТАНІЯ) СІМОНОМ ШЛЕГЕЛЕМ (https://gg.in.ua/ua/zustrich-predstavnikiv-gildiyi-gidiv-z-vchenim-i-spivrobitnikom-fakultetu.html)
- ГІЛЬДІЯ ГІДІВ ВЗЯЛА УЧАСТЬ У ВОРКШОПІ "KYIV-CHORNOBYL HBO SERIES TOUR" (https://gg.in.ua/ua/vorkshop-kyiv-chornobyl-hbo-series-tour-2.html)
- ГІЛЬДІЯ ГІДІВ ВЗЯЛА УЧАСТЬ У КРУГЛОМУ СТОЛІ "СТАН, ПЕРСПЕКТИВИ ТА РОЗВИТОК ТУРИСТИЧНОЇ СФЕРИ ОБУХІВЩИНИ" (Організатор: Обухівська районна рада) (https://ukrainska-gromada.gov.ua/community/perspektyvy-turyzmu-na-obuhivshhyni-obgovoryly-za-kruglym-stolom.html)

## Нагороди
- НАГОРОДИ ВІД ДЕРЖАВНОГО АГЕНСТВА РОЗВІТКУ ТУРИЗМУ УКРАЇНИ ДО МІЖНАРОДНОГО ДНЯ ГІДА   (https://gg.in.ua/ua/do-mizhnarodnogo-dnya-gida.html)
- ГОЛОВНА ТУРИСТИЧНА ПРЕМІЯ КРАЇНИ UKRAINE TOURISM AWARDS-2020: ПЕРЕМОГА ГІДІВ ГІЛЬДІЇ В НОМІНАЦІЇ "КРАЩИЙ ГІД НА КАРАНТИНІ"  (https://gg.in.ua/ua/golovna-turistichna-premiya-krayini-ukraine-tourism-awards-2020-peremoga-gidiv-gildiyi.html)
- ГАСТРОНОМІЧНА ПРЕМІЯ KYIV FOOD TRAVEL AWARDS-2021: ПЕРЕМОГА ГІЛЬДІЇ ГІДІВ У НОМІНАЦІЯХ "ГАСТРОНОМІЧНИЙ ТУР", "ГАСТРОНОМІЧНИЙ МАЙСТЕР-КЛАС" ТА "ГАСТРОНОМІЧНИЙ ГІД"    (https://gg.in.ua/ua/v-kiyevi-vidbulasya-gastronomichna-premiya-kyiv-food-travel-awards-2021.html)
- ЩОРІЧНА ПРЕМІЯ "KYIV TOURISM AWARDS-2019": ПЕРЕМОГА ГІЛЬДІЇ ГІДІВ У НОМІНАЦІЇ "КРАЩЕ ЕКСКУРСІЙНЕ БЮРО"   (https://gg.in.ua/ua/shchorichna-premiya-kyiv-tourism-awards-2019.html)
- НАША ГІДЕСА СТАЛА «КРАЩИМ МІСЬКИМ ЕКСКУРСОВОДОМ ПОЛТАВИ»  (https://gg.in.ua/ua/nasha-gidesa-stala-krashchim-miskim-ekskursovodom-poltavi.html)
- НАШ ГІД ОТРИМАВ ЗВАННЯ "КРАЩИЙ ГІД ЗАКАРПАТТЯ"   (https://gg.in.ua/ua/nash-gid-otrimav-zvannya-krashchiy-gid-zakarpattya.html)
- НАШ ГІД СТАВ АМБАСАДОРОМ ОДЕСИ В РЕСПУБЛІЦІ ПОЛЬЩА  (https://gg.in.ua/ua/chlen-gildiyi-gidiv-stav-ambasadorom-odesi-v-respublitsi-polshcha.html)
- ЧЕРНІВЦІ ВРУЧИЛИ ВІДЗНАКУ НАШОМУ ГІДУ ЗА АКТИВНЕ ПРОСУВАННЯ ТУРИСТИЧНОГО ІМІДЖУ МІСТА  (https://gg.in.ua/ua/chernivtsi-vruchili-vidznaku-nashomu-gidu-za-aktivne-prosuvannya-turistichnogo-imidzhu.html)
- ВРУЧЕННЯ ПРЕМІЇ АНТОНА КОХАНОВСЬКОГО (М.ЧЕРНІВЦІ) ЗА ВАГОМИЙ ВНЕСОК У РОЗВИТОК МІСТА: ПЕРЕМОГА ГІДА ГІЛЬДІЇ У НОМІНАЦІЇ "МОЛОДІЖНА ІНІЦІАТИВА РОКУ"   (https://gg.in.ua/ua/vitayemo-nashogo-gida-u-chernivtsyah-z-peremogoyu.html)

## Гільдія в ЗМІ
- ПРО ТУРИЗМ ПІД ЧАС ВІЙНИ: ІНТЕРВЬЮ ГОЛОВИ ГІЛЬДІЇ ГІДІВ ДЛЯ СУСПІЛЬНОГО ТЕЛЕБАЧЕННЯ ФІНЛЯНДІЇ Yle   (https://gg.in.ua/ua/pro-turizm-pid-chas-viyni.html)
- НАШІ ГІДИ У РАДІО-ЕТЕРІ НА УКРАЇНСЬКОМУ РАДІО   (https://gg.in.ua/ua/nashi-gidi-u-radio-eterina-ukrayinskomu-radio.html)
- НАШИ ГІДИ ПРАЦЮЮТЬ ФІКСЕРАМИ ДЛЯ ІНОЗЕМНИХ ЗМІ   (https://gg.in.ua/ua/nashi-gidi-pratsyuyu-fikserami-dlya-inozemnih-zmi.html)
- ВІД КУРИЛ ДО КАЛІНІНГРАДУ. НА ЯКІ ТЕРИТОРІЇ МОЖЕ РОЗВАЛИТИСЯ РОСІЯ?   (https://gg.in.ua/ua/vid-kuril-do-kaliningradu-na-yaki-teritoriyi-mozhe-rozvalitisya-rosiya.html)
- ПРО ТУРИЗМ ПІД ЧАС ВІЙНИ  (https://www.unian.ua/tourism/impression/gid-natalya-gorbachova-z-kiyeva-zaraz-turistichni-pojizdki-ne-ye-rozvagami-ce-skorishe-svoyeridna-terapiya-novini-kiyeva-amp-11850000.html)
- ПРО ТУРИ БУЧЕЮ, ІРПЕНЕМ, ТА МАРІУПОЛЕМ  (https://espreso.tv/proponuvala-ekskursii-bucheyu-irpinem-ta-navit-okupovanim-mariupolem-chlenkinya-gildii-gidiv-nikolaeva-vimagae-vibachen-vid-visit-ukraine?amp)
- ПРО БЕЗКОШТОВНІ ЕКСКУРСІЇ ДО ДНЯ КИЄВА ВІД ГІЛЬДІЇ ГІДІВ  (https://www.unian.ua/tourism/news/amp-10557831-do-dnya-kiyeva-profesiyni-ekskursovodi-i-gidi-perekladachi-provedut-bezkoshtovni-ekskursiji.html)
- ПРО БЕЗКОШТОВНІ ЕКСКУРСІЇ ДО ДНЯ КИЄВА ВІД ГІЛЬДІЇ ГІДІВ (https://shev.kyivcity.gov.ua/news/7547.html)
- ПРО БЕЗКОШТОВНІ ЕКСКУРСІЇ ДО ДНЯ НЕЗАЛЕЖНОСТІ ВІД ГІЛЬДІЇ ГІДІВ  (https://poglyad.tv/u-stolytsi-organizuyut-bezkoshtovni-ekskursiyi-dlya-atovtsiv-ta-pereselentsiv-article)
- ПРО КОНФЕРЕНЦІЮ "КИЇВСЬКИЇ ЛІТОПИС" 2021  (https://vechirniy.kyiv.ua/news/50171/ )
- КУДИ ПІТИ В КИЄВІ: ТОП УЛЮБЛЕНИХ МІСЦЬ ВІД НАШИХ ГІДІВ  (https://kyivmaps.com/ua/blog/kudi-piti-v-kievi-top-ulublenih-misc-vid-stolicnogo-gida-viktorii-sevcenko)
- НАТАЛІЯ ПИРОГОВА - ПРО УЛЮБЛЕНІ МІСЦЯ ТА МАРШРУТИ В КИЄВІ  (https://kyivmaps.com/ua/blog/golova-guides-guild-natalia-pirogova---pro-ulubleni-misca-ta-marsruti-v-kievi)
- ГІЛЬДІЯ НА СПОРТИВНО-КУЛЬТУРОЛОГІЧНОМУ ЗАХОДІ "ДНІПРО РЕВУЧИЙ"  (https://pereiaslav.city/articles/95114/na-pereyaslavschini-32-plavci-vzyali-uchast-u-zaplivi-dnipro-revuchij-sered-nih-buli-dva-pidlitki)
- ПРО ВІЗИТ ГІЛЬДІЇ ГІДІВ ДО ПЕРЕЯСЛАВЩИНИ  (https://pereiaslav.city/articles/45950/istorichni-pamyatki-chi-yakisnij-servis-chogo-bilshe-hoche-suchasnij-turist-)

## Гільдія в соціальних мережах
- ГІЛЬДІЯ ГІДІВ у Facebook https://www.facebook.com/Guides.Guild
- ГІЛЬДІЯ ГІДІВ у Telegram https://t.me/s/guides_guild
- ГІЛЬДІЯ ГІДІВ у Instagram https://www.instagram.com/guides_guild
- ГІЛЬДІЯ ГІДІВ у YouTube https://www.youtube.com/channel/UCsWvCRN6zhQW9EREuA5OouA